# Concistori di papa Bonifacio VIII

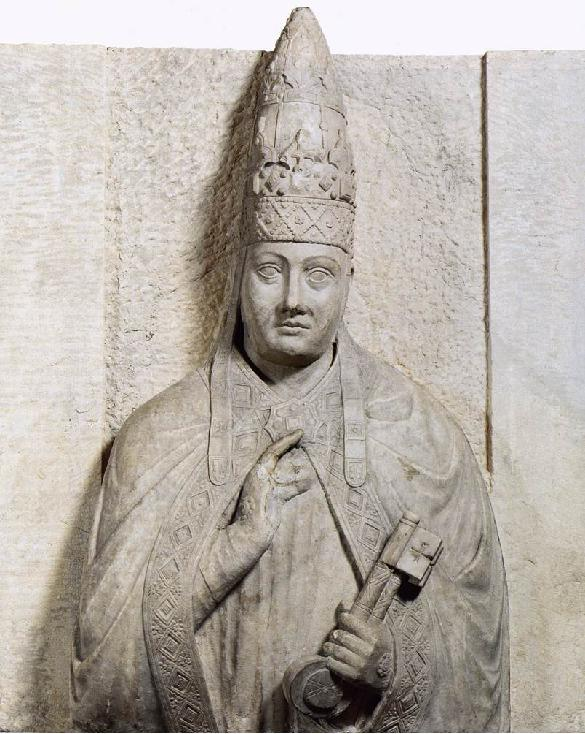
Papa Bonifacio VIII

Questa voce raccoglie l'elenco completo dei concistori per la creazione di nuovi cardinali presieduti da papa Bonifacio VIII, con l'indicazione di tutti i cardinali creati di cui si hanno informazioni documentarie (15 nuovi cardinali in 5 concistori). I nomi sono posti in ordine di creazione.

## Tra il 23 gennaio e il 13 maggio 1295 (I)
1. Benedetto Caetani iuniore, nipote del Papa; creato cardinale diacono dei Santi Cosma e Damiano (morto nel dicembre 1296)

## 17 dicembre 1295 (II)
1. Giacomo Tomasi Caetani, O.F.M., nipote del Papa, già vescovo di Alatri; creato cardinale presbitero di San Clemente (morto nel gennaio 1300)
2. Francesco Napoleone Orsini, nipote di papa Niccolò III; creato cardinale diacono di Santa Lucia in Silice (morto dopo maggio 1312)
3. Giacomo Caetani Stefaneschi, uditore della Sacra Rota Romana; creato cardinale diacono di San Giorgio in Velabro (morto nel giugno 1341)
4. Francesco Caetani, nipote del Papa; creato cardinale diacono di Santa Maria in Cosmedin (morto nel maggio 1317)
5. Pietro Valeriano Duraguerra, vice-cancelliere di Santa Romana Chiesa; creato cardinale diacono di Santa Maria Nuova (morto nel dicembre 1302)

## 4 dicembre 1298 (III)
1. Gonzalo Gudiel (Rodríguez Hinojosa), arcivescovo di Toledo (Spagna); creato cardinale vescovo di Albano (morto nel dicembre 1299)
2. Teodorico Ranieri, arcivescovo di Pisa, camerlengo papale; creato cardinale presbitero di Santa Croce in Gerusalemme (morto nel dicembre 1306)
3. Niccolò Boccassini, O.P., maestro generale del suo Ordine; creato cardinale presbitero di Santa Sabina; poi eletto Papa Benedetto XI il 22 ottobre 1303 (morto nel luglio 1304); beatificato (1736)
4. Riccardo Petroni, vice-cancelliere di Santa Romana Chiesa; creato cardinale diacono di Sant'Eustachio (morto nel febbraio 1314)

## 2 marzo 1300 (IV)
1. Leonardo Patrasso, parente del Papa, arcivescovo di Capua; creato cardinale vescovo di Albano (morto nel dicembre 1311)
2. Gentile Portino di Montefiore, O.F.M., lettore di teologia presso la Curia Romana; creato cardinale presbitero dei Santi Silvestro e Martino ai Monti (morto nell'ottobre 1312)
3. Luca Fieschi, dei Conti di Lavagna, nipote di papa Adriano V; creato cardinale diacono di Santa Maria in Via Lata (morto nel gennaio 1336)

## 15 dicembre 1302 (V)
1. Pedro Rodriguez, vescovo di Burgos (Spagna); creato cardinale vescovo di Sabina (morto nel dicembre 1310)
2. Giovanni Minio da Morrovalle, O.F.M., ministro generale del suo Ordine; creato cardinale vescovo di Porto (morto nell'agosto 1312)

## Fonti
- (EN) Current and historical information about the Bishops and Dioceses of the Catholic Hierarchy around the world, su catholic-hierarchy.org.
- (EN) Salvador Miranda, Boniface VIII, su fiu.edu – The Cardinals of the Holy Roman Church, Florida International University. URL consultato il 28 luglio 2015.